# Mirinzal
Mirinzal är en kommun i Brasilien.   Den ligger i delstaten Maranhão, i den nordöstra delen av landet, 1 600 km norr om huvudstaden Brasília. Antalet invånare är 14 213.
Omgivningarna runt Mirinzal är en mosaik av jordbruksmark och naturlig växtlighet. Runt Mirinzal är det ganska glesbefolkat, med 21 invånare per kvadratkilometer.